# Impatiens subecalcarata
Impatiens subecalcarata är en balsaminväxtart som först beskrevs av Hand.-mazz., och fick sitt nu gällande namn av Yi Ling Chen. Impatiens subecalcarata ingår i släktet balsaminer, och familjen balsaminväxter. Inga underarter finns listade i Catalogue of Life.